# 心室頻拍
心室頻拍（しんしつひんぱく、VT: Ventricular Tachycardia）は、心室の一部から連続して起こる異所性刺激によって頻脈を呈する病態。心室細動に移行する恐れがあるため、危険である。脈拍を触知できない、無脈性心室頻拍は除細動の適応である。

## 病態

### 心電図
心電図所見では、頻拍を示し（100拍/分以上）、QRS波は幅広く（0.12秒以上）、RR間隔は一定である。また、持続時間とQRS波形によって細分類がなされる。
持続性と非持続性
発作の持続時間が30秒以内か否かで、持続性心室頻拍（SVT）と非持続性心室頻拍（NSVT）とに分類される。また、NSVTが数拍の洞性心拍をはさんで出現する反復型心室頻拍もある。SVTは自然停止しないため、薬物やペーシング、電気ショックなどの治療を必要とする。
QRS波形による分類
QRS波形が単一の単形性、2種類以上の多形性、またその派生型としてtorsade de pointes、2つの異なった波形が交互に出現する2方向性がある。torsade de pointesは、QRS軸が時間とともにねじれるように周期的に変化するもので、心室細動に至る危険が高い。
診断
QRS幅が0.14秒以上であればVTの頻度が高い。特に右脚ブロック型で0.14秒以上、左脚ブロック型で0.16秒以上であればVTの可能性が高い。
心室頻拍では、QRS電気軸において、左軸偏位や、左脚ブロック型を伴う右軸偏位を示すことが多い。
　現時点（2013）ではブルガダ・アルゴリズムを使って診断する頻度が増えてきた。ACCアルゴリスムも使われる。J Am Coll Cardiol 2003 Oct 15; 42(8) 1493-531.wide QRS tachycardiaの鑑別手順を示している。すなわち、ventricular tachycardiaであるかsuperventricular tachycardiaのwide QRSか鑑別する。治療法が異なる点も多いので重要となる。

### 臨床像
心室頻拍は重症不整脈と位置づけられるが、経過観察でよいものから緊急措置を要するものまで幅広い。その重症度は、
1. 症状: 特にAdams-Stokes発作の有無
2. 基礎心疾患の有無とその重症度
3. 心機能低下の有無: 左室駆出率40%以下となると危険信号

などによって総合的に評価される。一般的に、もっとも重篤と見なされるのは、血行動態の破綻をきたすSVTである。

## 治療
治療法は、脈拍が触れるか否か、触れる場合には血行動態が安定しているか否かによって変化する。これらの治療は、頻拍発作の停止と予防、頻拍による突然死予防に大別される。
頻拍発作の停止
- 抗不整脈薬

(一般的) ボーン・ウイリアムス分類 I群 (Naチャネル遮断薬)の薬剤
(基礎心疾患を有する場合) リドカイン、プロカインアミド
(心機能低下を伴う場合) ニフェカラント
(右脚ブロックと左軸偏位) ベラパミル
(左脚ブロックと右軸偏位) ATPとβ遮断薬
(先天性QT延長症候群) β遮断薬、マグネシウム、イソプロテレノール、心臓ペーシング
- 電気的除細動: カルディオバージョン（QRS波同期による電気ショック）
- 心臓ペーシング

頻拍予防
- 抗不整脈薬

(基礎心疾患のない場合) Ia群薬 (活動電位持続時間を延長させるNaチャネル遮断薬)
(ベラパミル感受性VT) IV群薬 (カルシウム拮抗薬)
(先天性QT延長症候群) β遮断薬
(心機能低下を伴う場合) III群薬、とくにアミオダロン
- カテーテルアブレーション: 根治療法。
- 手術療法

頻拍による突然死予防
- 植え込み型除細動器

安易な抗不整脈剤の治療は薬剤自身が催不整脈性があるため致死的になる。また、不整脈を誘発する可能性がある薬剤も多いため注意が必要となる。